# Störtjärnen, Västmanland
Störtjärnen är en sjö i Ljusnarsbergs kommun i Västmanland och ingår i Norrströms huvudavrinningsområde. Sjöns area är 0,037 kvadratkilometer och den befinner sig 302 meter över havet.